# Río Hingol
El río Hingol o río Hungol (en urdu: دریائے ہنگول‎) es un corto río costero del suroeste de Pakistán que se encuentra en la región de Makran, Balochistan.
El río tiene una longitud de 560 km y es el más largo de Balochistán. Serpentea a través del valle Hungol entre altos acantilados. y desemboca en un pequeño estuario que soporta una gran diversidad de especies de aves y peces.
El río fluye durante todo el año, a diferencia de la mayoría de corrientes de agua en Baluchistán, que sólo fluyen durante las raras lluvias.
La parte final del río, su estuario y su valle, se encuentran dentro del parque nacional de Hingol, establecido en 1997.